# Jan Ertsborn
Jan Östen Roland Ertsborn, född 8 mars 1944 i Ängelholm, är en svensk politiker (folkpartist) och advokat. Han var ordinarie riksdagsledamot 2002–2014, invald för Hallands läns valkrets.
Ertsborn har varit medlem i Folkpartiet liberalerna sedan 1996.
Han var riksdagsledamot från 2002 till 2014. Han var ledamot i civilutskottet från 2006 till 2012 och dess vice ordförande från 2010 till 2012. Han var också ledamot i dess föregångare, lagutskottet, mellan 2002 och 2006. Därutöver har han varit suppleant i justitieutskottet, näringsutskottet och konstitutionsutskottet. Från oktober 2012 till 2014 var han riksdagens tredje vice talman och suppleant i justitie- och civilutskotten.
Inom Folkpartiet har han varit ledamot i partistyrelsen samt förbundsordförande för länsförbundet i Halland län (efterträddes av Hans Åke Fryklund 2009).